# Lepelrek

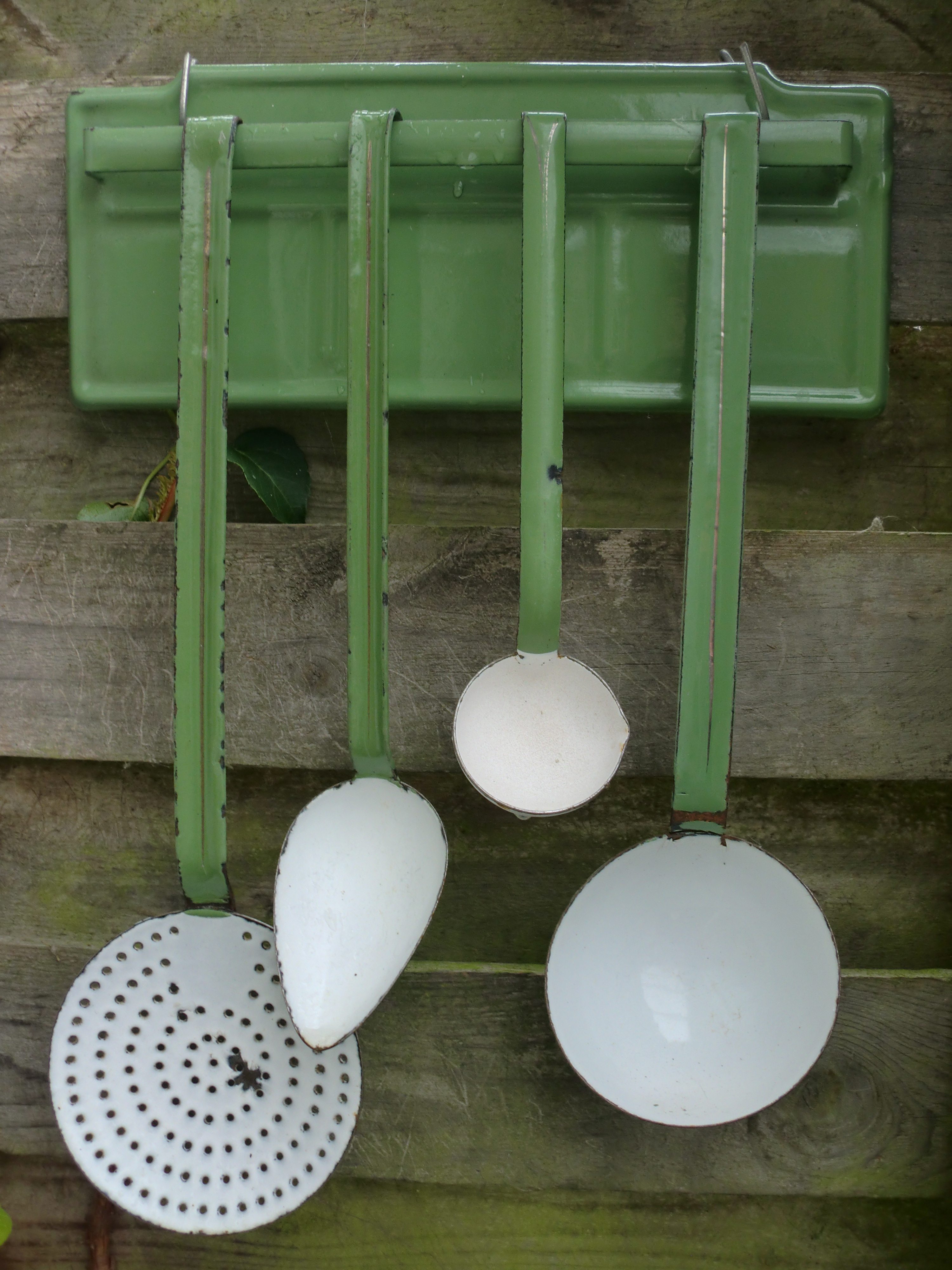
geëmailleerd lepelrek

Een lepelrek is een rek waar lepels aan hangen. 
Aan een lepelrek hangen meestal: 
- Soeplepel
- Juslepel
- Sauslepel
- Schuimspaan

Tegenwoordig worden deze lepels vaak gemaakt van roestvast staal, maar in de jaren 40-50 van de 20e eeuw werden deze vaak geëmailleerd. Soms hangen er ook andere keukenvoorwerpen aan een lepelrek, zoals pureestamper, vleesvork, spatel, garde, zeef of kwast.